# To Be Human
To Be Human è un singolo di Sia con la collaborazione di Labrinth, estratto dalla colonna sonora di Wonder Woman e pubblicato il 25 maggio 2017.

## Tracce
1. To Be Human – 4:01 (Florence Welch, Rick Nowels)